# Ragnar Olson
Ragnar Olson (10 de agosto de 1880 - 10 de julho de 1955) foi um adestrador sueco.

## Carreira
Ragnar Olson representou seu país nos Jogos Olímpicos de 1928, na qual conquistou a medalha de prata por equipes em bronze no adestramento individual.